# Weltpostkongress 1939
Der elfte Weltpostkongress fand vom 1. April bis 23. Mai 1939 in Buenos Aires statt. Das erneuerte Vertragswerke wurde am 23. Mai 1939 unterzeichnet und die Bestimmungen über den Luftpostdienst als Anhang zum Hauptvertrag und zum Postpaketabkommen zusammenfasste. Seine Ergebnisse waren, abgesehen von Verkehrsvereinfachen, nicht von größerer Bedeutung. Sie traten am 1. Juli 1940 in Kraft, als schon der Zweite Weltkrieg einen großen Teil des Weltpostverkehrs lahmgelegt hatte.
Die Verträge sind von der deutschen Delegation nicht gezeichnet worden, da in den Präambeln die Tschechoslowakei als bestehender Staat aufgeführt worden ist. Hintergrund war der wenige Wochen zuvor erfolgte Einmarsch in Tschechien („Zerschlagung der Rest-Tschechei“) und die Bildung des Protektorats Böhmen und Mähren. Ohne die Unterschrift Deutschlands und der Verwaltungen, die sich diesem Verhalten angeschlossen haben (Italien, Spanien, Ungarn, Vatikan) musste das Vertragswerk ein Bruchstück bleiben. Die Beschlüsse behielten jedoch schon deswegen ihre Bedeutung, weil sich der zwischenstaatliche Postdienst, gleichgültig auf welcher Grundlage eine endgültige Regelung erfolgte, nur auf Grund der Vorschriften abgespielt hat.

## Tätigkeiten
In sieben arbeitsreichen Wochen wurden der Weltpostvertrag, die Nebenabkommen und die Vollzugsordnungen auf Grund der von den einzelnen Verwaltungen, die dem Weltpostverein angehören, vorgelegten Vorschläge überprüft und die neuen Vertragstexte beraten und beschlossen.
Die erste Arbeitssitzung des Kongresses fand am 3. April statt. Sie wurde zunächst vom Doyen des Kongresses, Ministerialdirektor a. D. Orth, geleitet. Auf dessen Vorschlag wurde der Generaldirektor der Argentinischen Post- und Telegrafenverwaltung Dr. Escobar einstimmig zum Präsidenten des Kongresses gewählt, als Vizepräsidenten den Direktor der Argentinischen Posten Tula und den Direktor des Büros des Weltpostvereins Dr. Reinhold Furrer. In seiner Eröffnungsrede betonte Escobar besonders die völkerverbindende Bedeutung der Post und wies auf die Verdienste von Heinrich von Stephan, Rowland Hill und Montgomery Blair hin. Der erste Sitzungstag galt anschließend der Beschlussfassung über die Geschäftsordnung und der Wahl der Präsidenten der einzelnen Kommissionen. Auf Vorschlag des Doyen wurden einstimmig gewählt für die:
1. Kommission: Weltpostvertrag, Vollzugsordnung des WPVertrags und Luftpostbestimmungen (Briefe); der Chef der britischen Abordnung Lidbury
2. Kommission: Wert- und Paketabkommen nebst Vollzugsordnungen, Luftpostbestimmungen (Pakete); der Chef der französischen Abordnung Quenot,
3. Kommission: Postanweisungs-, Postüberweisungs-, Postauftrags- und Zeitungsabkommen nebst Vollzugsordnungen; der Chef der deutschen Abordnung Ministerialdirektor Ziegler
4. Redaktions-Kommission; der Chef der belgischen Abordnung Schockaert
In der Geschäftsordnung wurde beschlossenen, dass für die ersten drei Hauptkommissionen Unterkommissionen eingesetzt werden konnten. Hiervon wurde jedoch nur in der ersten Kommission von Gebrauch gemacht. Diese Unterkommission wurde vom niederländischen Abgeordneten Duynstee geleitet.
Des Weiteren, dass Vorschläge, die nach Veröffentlichung der Hauptvorschlagshefte durch das Büro des WPV bis spätestens zum fünften Tage nach der ersten Vollsitzung des Kongresses eingingen, nur dann zur Beratung zugelassen werden, wenn sie die Unterstützung von mindestens zwei Delegationen fanden. Nach diesem Zeitpunkt konnten nur noch Vorschläge eingebracht werden, die eine Abänderung oder Ergänzung früherer Vorschläge oder in der vierten Redaktionskommission vorgetragene rein redaktionelle Änderungen betrafen. In den Vollsitzungen konnten nur solche Vorschläge aufgenommen werden, die in den Kommissionssitzungen abgelehnt worden waren.
Der Beschleunigung und der Vorbereitung der Kongressarbeiten sollte das neu eingerichtete Präsidentenkomitee dienen. Diesem Komitee gehörten die Präsidenten der vier Hauptkommissionen und der Unterkommission der ersten Kommission, der Direktor des Büros des WPV und ein Vertreter der argentinischen Delegation an. Das Präsidentenkomitee hat in mehreren Fällen Fragen von besonderer sachlicher und taktischer Schwierigkeit vor der Erörterung in den Kommissionen oder in den Vollversammlungen beraten.
Es wurden folgende Fragen, denen eine größere Wichtigkeit zukommt, erörtert:
1. Die Frage der Kolonialstimmen wurde bereits bei früheren Kongressen besprochen und so gab es auch in Buenos Aires eine längere Debatte. England hatte die Zuteilung einer Kolonialstimme beantragt und ebenso forderte Italien eine zweite Kolonialstimme für seine ostafrikanischen Besitzungen. Die südamerikanischen Länder sprachen sich gegen die Kolonialstimmen aus und forderten, wie schon auf früheren Kongressen, die Abschaffung dieser Kolonialstimmen. Die Kongressmehrheit erklärte sich aber für die Beibehaltung der Kolonialstimmen und stimmte für die Anträge von England und Italien.
2. Gebührenfrage: Entsprechend den Vorschlägen Hollands und Schwedens sind die Goldfrankengebühren allgemein um etwa 20 % gesenkt worden. Für Briefe in der ersten Geichtsstufe gilt nun 20 Centimen, statt bisher 25, für jede weitere Gewichtsstufe 12 statt 15 Centimen. Eine einfache Postkarte 12 statt 15, Postkarte mit Antwortkarte 24 statt 30. Blindensendungen 2 statt 3. Die besonderen Gebühren, z. B. für die Ausstellung einer Postausweiskarte, die Verzollungspostgebühr, die Gebührenzettelgebühr, die Nachfragegebühr usw. wurden entsprechend herabgesetzt. Die Herabsetzung der Gebühren wurde besonders von den Ländern unterstützt, die ihre Währungen abgewertet haben und deren Briefgebühren infolgedessen die untere Spannungsgrenze oftmals unterschritten. Bei der Begründung der Anträge wurde auch besonders hervorgehoben, dass es sich hinsichtlich der Briefgebühren vor allem darum handele, einem tatsächlich bestehenden Zustand die rechtliche Grundlage zu geben. Eine wirkliche Verbilligung der zu erhebenden Gebühren für Briefsendungen war bei diesen Ländern im Vergleich zur inneren Kaufkraft ihrer Währungen nicht eingetreten und war auch nicht beabsichtigt.
3. Sonderbestimmungen für Luftpostsendungen ohne Zuschlag. Mehrere Verwaltungen hatten Vorschläge ausgearbeitet, durch die die Beschlüsse der europäischen Luftpostkonferenz von Brüssel 1938 in angepasster Form in die Luftpostbestimmungen des Weltpostvertrages eingearbeitet werden sollten. Die Vorschläge sind hauptsächlich von den nichteuropäischen Ländern (USA, Britisch-Indien und Japan) mit der Begründung: „dass die Brüsseler Beschlüsse nur regionale (europäische) Bedeutung hätten und mit Rücksicht auf die Entwicklung des Luftpostdienstes in den außereuropäischen Ländern und deren besonderen Bedingungen kein Interesse an einer Regelung im Weltpostvertrag hätte“, abgelehnt worden. Hierbei ist anzumerken, dass es jedem Vereinsland freigestellt worden wäre, diesem Nebenabkommen beizutreten, so hätten zumindest die europäischen Länder das Abkommen durchführen können.
4. Einsetzung einer besonderen technischen Kommission für die Frage der Briefdurchgangsgebühren: Es wurden verschiedene Vorschläge über eine Neuregelung der Briefdurchgangsgebühr eingebracht, unter anderem eine Verbilligung und eine Vereinfachung des Ermittlungsverfahrens. Man entschloss sich diese Transitfragen an eine besondere Kommission zu übertragen. Diese Kommission ist einmal nach Beendigung des Kongresses zusammengekommen und hat einen Fragebogen ausgearbeitet, der von den jeweiligen Verwaltungen bis spätestens 1. Oktober 1939 hätte beantwortet werden sollen, durch Ausbruch des Zweiten Weltkrieges am 1. September kam es dazu allerdings nicht mehr. Ursprünglich war geplant das der Bericht der Kommission vor dem nächsten Weltpostkongress auf einem Sonderkongress in Rom 1942 geprüft und beraten werden.
5. Vorbereitende Kommission. Von Dänemark, Polen und Schweden wurden Vorschläge eingereicht, die auf eine Verbesserung und Abkürzung der Kongressverhandlungen zielten. Diese Vorschläge wurden noch vor ihrer Beratung zugunsten eines neuen gemeinschaftlichen Antrags auf Wiedereinführung der Vorbereitenden Kommission zurückgezogen. Diese Frage wurde bereits in Kairo erörtert.